# Offensimentum
Offensimentum var en dansk, hemmelig (offentligt skjult) Facebook-gruppe, som blev oprettet i foråret 2016 og lukket den 11. september 2017. Den var primært målrettet unge mennesker som deler stødende, grove eller grænseoverskridende memes og videoer med hinanden, heraf navnet offensi(v), som beror på en fejlagtig oversættelse af det engelske ord "offensive", som betyder stødende eller krænkende. Yderligere et utal af fællesskabsorienterede -mentum-grupper har gennem tiden eksisteret, blandt andre "Lokumentum", "Feminentum" og "Dankmentum" som nogle af de mere kendte.
Medlemstallet opgjordes til eksempelvis 39.000 eller til mere end 100.000 i 2017. For at blive medlem af Offensimentum ville man, som i enhver anden lukket facebookgruppe, blive tilføjet af nogen som allerede måtte være medlem af gruppen.
Offensimentum har været udskældt offentligt for blandt andet cybermobning og deling af nøgenbilleder uden offerets vidende - den såkaldte hævnporno.

## Historik
Idéen og begrebet stammer oprindelig fra modergruppen Fundamentum, der udsprang i 2015 som primært et tøjfællesskab blandt velplejede unge med sans for stil og mode, og for en dels vedkommende bosiddende i kvartererne nord for København.
Offensimentum er en blandt mange udbrydergrupper for dele af medlemssegmentet, der var utilfredse med de tiltagende restriktioner på opførsel efter mange grove eksempler på deling af nøgenbilleder fra chats på det sociale medie Snapchat og krænkende beskeder til kvinder på den populære dating-app-tjeneste Tinder.[kilde mangler]
Denne tendens udmøntede sig i en decideret hævnporno-gruppe ved navn Nudementum, der blev afsløret af Radio24syv i august 2016, hvilket tiltrak stor politisk opmærksomhed, og som efter kort tid blev lukket ned. Gruppen havde prominente medlemmer, blandt andre en lokalpolitiker fra Venstres Ungdom.

## Kontroverser
Nogle af de mange ofre for gruppens chikanerier og mobning har været offentlige personer, bl.a. bloggerne Lærke Bodilsen og Elise Harritz, som begge har fået delt intime billeder mod deres vilje. I det sidste tilfælde som resultat af hacking. Pigerne har været hadeobjekter for gruppernes medlemmer lige siden, og der har gentagne gange været postet nedladende referencer til pigernes påståede higen efter opmærksomhed.[kilde mangler] Der er sågar blevet trykt og solgt officielt merchandise på webshops med Elises stjålne billeder både med og uden logo for grupperne.
I slutningen af 2016 og fortløbende gennem 2017, imens der fortsat var offentlige spekulationer om kidnapningen og inden fundet af liget, har der været delt et hav af morbide jokes og dødsforagtende humor vedrørende afdøde Emilie Meng - en drabssag, der pt. endnu ikke er opklaret - som medførte nogle af de første reelle skriverier i pressen om gruppens virke ved siden af debatten om ufrivillig deling af nøgenbilleder, også kaldet 'nudes' (sammentrækning af det engelske nude pictures). Presset udefra medførte, at gruppens oprindelige stifter, Tobias Lysgaard, valgte at forlade siden, da vedkommende ikke længere kunne stå inde for dens indhold og normer.
Den 14. marts 2017 valgte Køge Handelsskole at bortvise to elever efter en visuel trusselshandling mod en lærer i skudlinjen med teksten "5k [5000] likes inden klokken 14, så skyder jeg min lærer!!!", som blev offentliggjort i gruppen.
I august 2017 medvirkede en daværende gruppe-moderator Oliver Holme Lenagssrd i DR-dokumentaren Hængt ud på nettet og forklarede om gruppens eventuelle bevæggrunde til at skride ind over for mobning og chikane. Måneden efter kom det til en chikanesag, der vakte national opmærksomhed, mod journalist og blogger Karina Mimoun, som havde skrevet offentligt om gruppens hemmelige og ulovlige facilitering af salg af snustobak til mindreårige. Gruppens ledelse opfordrede sine medlemmer til at sende taxier og pizzaer til journalistens privatadresse, og derudover blev hendes blog udsat for DDoS-angreb, som fik websiden til at gå ned. Hun blev også tilmeldt en swingerklub, meldes det i en reportage om journalistens liv i tiden efter.

## Juridisk efterspil
Forfølgelsen af Mimoun er efterfølgende blevet politianmeldt. Formanden for Dansk Journalistforbund, Lars Werge, udtalte i den forbindelse sig om gruppens ageren, at "det er ikke noget, vi skal tolerere i det danske samfund", at "ytringsfriheden skal kunne pres'ses af denne slags drengestreger og ballademagere". Han tilføjer senere, da det står klart, at der også er tale om trusler på livet, at det er den alvorligste sag, han kender til i sin tid i forbundet.
Medieforsker Jesper Tække betegnede dem som "en faretruende trolle-hær, der er parat til kollektivt at forfølge enhver, de opfatter som en risiko mod deres gruppe og deres aktiviter [aktiviteter]".
Den sidste tilbageværende gruppeadministrator, Victor Jørgensen, udtalte efterfølgende, at han i bagklogskabens lys fortryder, at gruppen anså Karina for så stor en trussel, som de gjorde.
Internetaktivist Peter Kofod dokumenterede ugen efter, at Mads Sørensen yderligere har konspireret over mulighederne for at overtage kontrollen med Karinas blog med henblik på afvikling, pille ved logfilerne og derved forsøge at slette sporene.

## Deaktivering af gruppen
Episoden medførte tilsyneladende, at adskillige administratorer af gruppen afmeldte sig gruppeledelsen. Talsperson og moderator Mads Sørensen, som også selv deltog i chikanen, kom i den forbindelse med følgende udtalelse: "Jeg vil gerne råde vores medlemmer til at læse denne artikel igennem for at forstå alvoren i at ytre sig indenfor lovens grænser. Offensimentum er et rum hvor unge mennesker kan grine, græde og lave sjov med verden omkring sig uanset naturen af emnet. Det er vigtigt at forstå at et offensivt fællesskab som offensimentum skaber et rum der både kan føre negative samt postitive [positive] episoder med sig. [...] Jeg vil slutte af med at skrive at hvis nogen ser noget i gruppen som de synes er over grænsen. Så vil vi sætte pris på hvis gruppens medlemmer gider at enten anmelde opslaget eller tagge en administrator. Glædelig mandag allesammen og husk at holde det indenfor lovens grænser! <3"
Facebook har i dette tilfælde reageret offentligt (hvilket er en sjælden praksis) med en uddybning af deres fællesskabsregler og fastslået, at hele gruppen ikke bliver lukket ned på trods af de gentagne brud på reglementet. Nogle timer senere var en midlertidig nedlukning af gruppen dog en realitet.

## Fremtidige fællesskaber
Talspersonen bekræftede efterfølgende lukningen og proklamerede, at Offensimentum vil arbejde på at relancere siden som et separat medie med egen hjemmeside og univers.
I de følgende dage oprettes en masse nye Facebook-grupper med enslydende navne, eksempelvis efterfulgt af versionsnummer 2.0 eller højere. Nogle af dem meldes nedlukket igen efter ganske kort tid.